# 현대코퍼레이션홀딩스
현대코퍼레이션홀딩스(영어: HYUNDAI CORPORATION HOLDINGS)는 대한민국의 지주회사이다.

## 역사
2015년 10월 현대코퍼레이션에서 브랜드/신사업부문을 인적분할하여 설립되었다.